# Henry Howard (12e comte de Suffolk)
Pour les articles homonymes, voir Henry Howard et Howard.
Henry Howard, 12e comte de Suffolk, 5e comte de Berkshire, (16 mai 1739 - 7 mars 1779) est un homme politique britannique, titré vicomte Andover de 1756 à 1757.

## Biographie
Éduqué à Eton et Magdalen College (Oxford), il succède à son grand-père en tant que Comte de Suffolk en 1757. Il obtient une maîtrise d’Oxford en 1759 et un diplôme de DCL en 1761. Il est haut commissaire de Malmesbury de 1763 à 1767 et comte-maréchal adjoint de 1763 à 1765. Le 25 mai 1764, il épouse Maria Constantia Hampden-Trevor, fille de Robert Hampden-Trevor (1er vicomte Hampden), décédée le 7 février 1767 en donnant naissance à leur enfant unique:
- Maria Constantia Howard (7 février 1767 - 21 juillet 1775)

En 1771, il est nommé conseiller privé (PC) et occupe brièvement le poste de Lord du sceau privé avant de devenir secrétaire d'État du département du Nord sous Lord North de 1771 à 1779. À ce titre, il a recours à des mercenaires hessiens et hanovriens pour aider à réprimer la révolution américaine. À ce titre, il contribue à la survie de la Suède en tant que nation indépendante en contrecarrant le plan de la Russie visant à annuler la révolution de Gustave III en 1772. Il est fait chevalier de la jarretière (KG) en 1778.
Le 14 août 1777, il épouse Charlotte Finch, fille de Heneage Finch (3e comte d'Aylesford), dont il a deux enfants:
- George Howard, vicomte Andover (septembre 1778 - 27 décembre 1778)
- Henry Howard, 13e comte de Suffolk (8 août 1779 - 10 août 1779)

Il meurt le 7 mars 1779; son fils posthume, Henry, lui succède pendant deux jours en août.
Il est enterré à Charlton Church, Wiltshire, avec sa première femme.